# Nikolai Iwanowitsch Bogoljubow

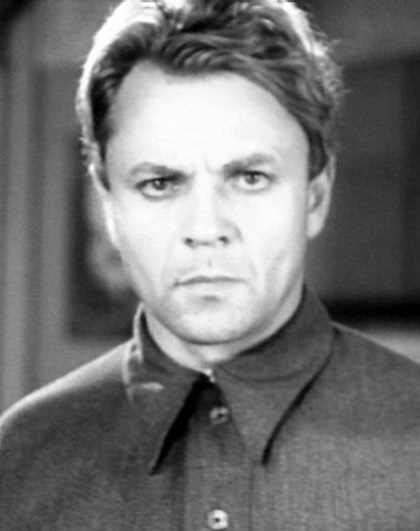
Nikolai Bogoljubow (ca. 1938)

Nikolai Iwanowitsch Bogoljubow (russisch Николай Иванович Боголюбов; * 10. Oktoberjul. / 22. Oktober 1899greg. in Iwanowskoje, Gouvernement Rjasan; † 9. März 1980 in Moskau) war ein sowjetischer Schauspieler.

## Leben
Bogoljubow absolvierte eine Schauspielausbildung am dramatischen Theater von Rjasan, trat 1920 seinen Wehrdienst in der Roten Armee an und kehrte nach seiner Militärzeit nach Rjasan zurück, wo er am hiesigen Theater als Bühnendarsteller arbeitete. 1922 ging er nach Moskau, wo er ein Jahr später Mitglied einer experimentellen Theatergruppe um Wsewolod Meyerhold wurde. Am Wsewolod-Meyerhold-Theater feierte er große Bühnenerfolge, debütierte 1931 auch im Film, wo er vor allem proletarische Figuren und historische Persönlichkeiten verkörperte. Gelegentlich agierte Bogoljubow auch als Synchronsprecher, u. a. für Willy A. Kleinau in der russischsprachigen Fassung von Gefährliche Fracht (1954).
1938 kam er zum Moskauer Künstlertheater, dessen Spielstätte er über 20 Jahre angehörte. Neben seiner Tätigkeit als Darsteller verfasste er mit Невидимый фронт (Newidimy front) auch ein eigenes Bühnenwerk.
Bogoljubow wurde mehrfach mit dem Staatspreis für seine Theater- und Filmarbeit geehrt. Er starb 80-jährig in Moskau und fand auf dem Kunzewoer Friedhof, Abschnitt 10, die letzte Ruhe.
Der Schauspieler Juri Nikolajewitsch Bogoljubow war sein Sohn.

## Filmografie (Auswahl)
- 1933: Randbezirk (Okraina)
- 1939: Lenin 1918 (Lenin w 1918 godu)
- 1939: Das goldene Schlüsselchen (Solotoi kljutschik)
- 1946: Der Schwur (Kljatwa)
- 1948: Der dritte Schlag (Treti udar)
- 1950: Der Fall von Berlin (Padenije Berlina) (2 Teile)
- 1950: Beherrscher der Luft (Schukowski)
- 1951: Die große Kraft (Welikaja sila)
- 1955: Gefährliche Pfade (Opasnyje tropy)
- 1957: Das Duell (Pojedinok)
- 1958: Damals in Triest (Na dalnich beregach)
- 1958: An fernen Ufern (Uzaq sahillərdə)
- 1969: Befreiung (Oswoboschdenije) (Teil I. – III.)